# Metaphelenchus micoletzkyi
Metaphelenchus micoletzkyi är en rundmaskart. Metaphelenchus micoletzkyi ingår i släktet Metaphelenchus och familjen Paraphelenchidae. Inga underarter finns listade i Catalogue of Life.